# Jugoslawische Frauen-Feldhandballnationalmannschaft
Die jugoslawische Frauen-Feldhandballnationalmannschaft vertrat Jugoslawien bei Länderspielen und internationalen Turnieren.
Der größte Erfolg war der fünfte Platz bei der Weltmeisterschaft 1956.

## Weltmeisterschaften
Die jugoslawische Handballnationalmannschaft nahm an einer der drei bis 1960 ausgetragenen Feldhandball-Weltmeisterschaften teil.
| Jahr | Gastgeberland  | Teilnahme bis…    | Ergebnis                    | Rang            |                 |
| ---- | -------------- | ----------------- | --------------------------- | --------------- | --------------- |
| 1949 | Ungarn         | Platzierungsrunde | keine Teilnahme             | keine Teilnahme | keine Teilnahme |
| 1956 | BR Deutschland | Spiel um Platz 5  | Jugoslawien 10:3 Frankreich | 5. Platz        |                 |
| 1960 | Niederlande    | keine Teilnahme   | keine Teilnahme             | keine Teilnahme |                 |